# Google快讯
Google快讯（英語：Google Alerts）是Google於2003年推出的一個提供關鍵詞变更检测和通知的服务。用戶只要在該服務的網頁輸入關鍵詞和電子郵箱地址，该服务在發現与用户提供的關鍵詞相匹配的新结果（例如新生成的网页、網絡新聞和部落格）後，便會將這些新結果發送到用戶填寫的电子郵箱地址中。如果用戶已經登入Google賬戶，那麼只需輸入關鍵詞，該服務發現的新結果則發送到與Google賬戶綁定的電子郵箱中。

## 另見
- Google产品列表